# Manfred Esser
Manfred Esser (* 1938 in Wormersdorf; † 1995 auf Fuerteventura) war ein deutscher Schriftsteller.

## Leben
1938 in Wormersdorf in der Voreifel geboren, studierte Manfred Esser Philosophie und Sprachen in Bonn, Dublin und Freiburg. Nachdem er mit 23 seinen ersten Roman „Duell“ veröffentlicht hatte, kam er 1962 nach Stuttgart, wo ihn der damalige Süddeutsche Rundfunk (SDR) als Hörspieldramaturg beschäftigte. Er gehörte dort bald zu einem Künstlerzirkel unter anderem mit Max Bense, Reinhard Döhl, Wolfgang Kiwus (mit dem zusammen er 1981 einen Gedichte-Band von Bernd Fischle in der „Edition Künstlerhaus“ herausgab) und Wolfgang Dauner. 1963 schrieb Manfred Esser mit Reinhard Döhl das Manifest der „Stuttgarter Schule“ rund um Max Bense, als deren eigentlicher Namensgeber er gilt, indem er 1963 auf einer Tagung der französischen Gruppe Tel Quel in der Normandie über die Theorien dieser Schule in Stuttgart sprach, wonach in französischen und deutschen Zeitungen diese Bezeichnung aufgegriffen wurde.
Nach den Büchern „Duell“, „Leben + letzte Erkenntnis“ und „Ich-Geschichten“ gilt als sein zentrales literarisches Werk der „Ostend-Roman“, erstmals 1978 in einer Ausgabe des März-Verlags erschienen und 1983 bei Klett-Cotta neu herausgebracht. Daneben publizierte er Gedichte, Hörspiele und Theaterstücke. — 1981 wurde er als Erster mit dem Thaddäus-Troll-Preis ausgezeichnet, einem Literaturpreis, der seitdem jedes Jahr durch den Förderkreis deutscher Schriftsteller in Baden-Württemberg e. V. öffentlich verliehen wird. Das Staatstheater Stuttgart hat den „OSTEND“-Roman von Manfred Esser 2007 in einer eigenen Bearbeitung auf die Bühne gebracht.

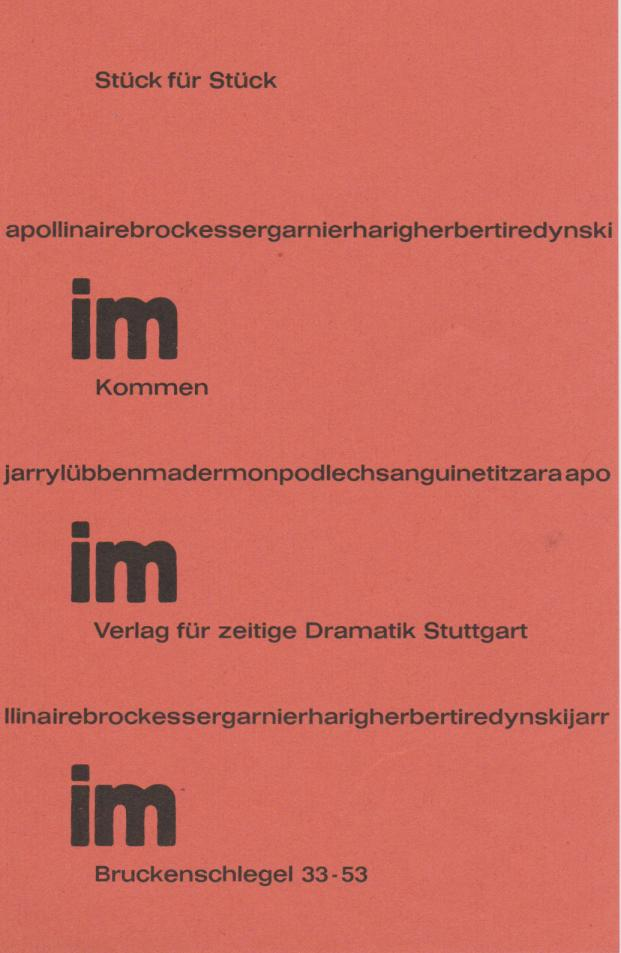
Manfred Esser u. a. / im Verlag für zeitige Dramatik

Manfred Esser hatte sich 1961 an der soeben von Gerd Hergen Lübben in der Universität Bonn gegründeten Bühne für sinnliche Wahrnehmung – KONZIL mit einer (vom Künstler Gerhard Finke gestalteten) „TEXTE“-Ausstellung beteiligt. Er wirkte in Stuttgart mit an der Gründung eines „Sozialistisch-Katholischen Künstlerbundes“ und des Clubs Voltaire (1964–1971) sowie 1966 an der Gründung des „Verlags für zeitige Dramatik“, worin er eigene Texte neben Stücken beispielsweise von Apollinaire, Harig, Jarry, Lübben, Mon und Sanguineti veröffentlichte, und nahm 1993 in der Essener Folkwang-Hochschule am „Ersten Kongress der Theaterautoren“ teil.
Auf Fuerteventura 1995 gestorben, ist Manfred Esser in Vischel, nahe seinem Heimatort, beerdigt.

## Werke
- Duell. Roman. Olten, Freiburg i.Br. 1961.
- mit Jean-Pierre Arend: 1. Scientific Biographia Romancee – Leben + letzte Erkenntnis. Melzer Verlag, Darmstadt 1969.[14]
- Ostend-Roman. März bei Zweitausendeins, Frankfurt am Main 1978.
- mit Wolfgang Kiwus (Hrsg.): In memoriam Helmut Mader. Edition Künstlerhaus, Stuttgart/Hamburg 1979, ISBN 3-922702-00-7.
- Zeilen 78/79. Edition Künstlerhaus, Stuttgart 1980, ISBN 3-922702-05-8.
- Ostend-Roman. Klett-Cotta, Stuttgart 1983, ISBN 3-608-95170-9.
- Ich-Geschichten. Klett-Cotta, Stuttgart 1987, ISBN 3-608-95503-8.
- D(ich)t. Walter, 1994, ISBN 3-87451-053-0.
- Logo poeia Frühes, vor Stuttgart. (Graphiken: Wolfgang Kiwus). Schlack, Stuttgart 1996.
- mit Elger Esser: Nach Italien : Reisebeschreibungen und Fotografien. Kehrer, Heidelberg 2000, ISBN 3-933257-20-4.[15]

## Würdigung
- 1969/1970: Villa Massimo-Stipendium[16]
- 1981: Thaddäus-Troll-Preis